# Catília (gens)
A gens Catilia foi uma pequena família plebeia em Roma antiga, encontrada desde o primeiro século a.C. e ao longo dos tempos imperiais. Apenas alguns membros dessa gente são mencionados na história, embora outros apareçam em epigrafia. O mais ilustre dos Catílios foi Lúcio Catílio Severo, cônsul em 120 d.C., e um dos ancestrais de Marco Aurélio. Outro Catílio Severo estava entre os conselheiros de Severo Alexandre.

## Origem
O nomen Catílio pertence a uma grande classe de gentilicias formadas a partir de diminutivos cognomina que terminam em -ulus. O sobrenome Cátulo indicava um filhote, e era um dos muitos grupos de cognomina derivados de nomes de animais e objetos do dia a dia. Parece ser cognato com o nomen Catius, e o sobrenome Cato, famoso pelos Pórcios Catões.

## Praenomina
Os principais praenomina dos Catílios eram Lúcio, Gaio, Públio e Cneu, dos quais a família senatorial dos Catílios Severi preferia Lúcio e Cneu. Uma família inicial dessa gens usava Gaio e Tito, mas, de outra forma, este último nome era um dos vários praenomina encontrados apenas uma ou duas vezes entre os Catílios, como Áulo, Marco, Numério e Quinto.

## Ramos e cognomina
Embora muitos Catílios tenham cognomina típicos romanos, o único ramo distinto da família a aparecer na história usou o sobrenome Severo, que originalmente designava alguém severo ou austero em maneira. O membro mais antigo conhecido dessa família consular foi um Cneu Catílio, cujo nome aparece na filiação de seu filho. Um Cneu Catílio Severo posterior aparece em inscrições dos Irmãos Arvales, e pode se referir ao mesmo Catílio Severo que mais tarde serviu no consilium de Severo Alexandre, com quem ele estava relacionado.

## Membros
- Tito Catílio, o antigo mestre da liberta Catília Eutíquias, e o liberto Tito Catílio Plôcamo, mencionados em uma inscrição sepulcral de Roma, datada da primeira metade do primeiro século a.C. O liberto Tito Catílio Filárguro foi provavelmente manumitido por seu irmão ou outro homem de sua família, enquanto Tito Catílio Euates foi provavelmente manumitido por sua esposa, ou outra mulher de sua família.[9]
- Gaio Catílio, o antigo mestre de Tito Catílio Filárguro, um liberto nomeado em uma inscrição sepulcral de Roma, datada da primeira metade do primeiro século a.C., junto com vários outros libertos da mesma família.[9]
- Catília T. l. Eutíquias,[i], uma liberta enterrada em Roma, em um sepulcro familiar construído por seu irmão, o liberto Gaio Válgio Metrodoro, para si mesmo, sua irmã, e seus companheiros libertos, Tito Catílio Filárguro, Tito Catílio Plócamo, e Tito Catílio Euates, datado da primeira metade do primeiro século a.C.[9]
- Tito Catílio C. l. Filárguro, um liberto enterrado em Roma, em um sepulcro familiar construído pelo liberto Gaio Válgio Metrodoro para si mesmo, sua irmã, Catília Eutíquias, e vários libertos dos Catílios, datado da primeira metade do primeiro século a.C.[9]
- Tito Catílio T. l. Plócamo, um liberto enterrado em Roma, em um sepulcro familiar construído pelo liberto Gaio Válgio Metrodoro para si mesmo, sua irmã, Catília Eutíquias, e vários libertos dos Catílios, datado da primeira metade do primeiro século a.C.[9]
- Tito Catílio Ɔ. l. Euates, um liberto enterrado em Roma, em um sepulcro familiar construído pelo liberto Gaio Válgio Metrodoro para si mesmo, sua irmã, Catília Eutíquias, e vários libertos dos Catílios, datado da primeira metade do primeiro século a.C.[9]
- Gaio Catílio C. l. Primo, supostamente um liberto que se tornou um dos magistrados de um vicus, ou bairro em Roma, de acordo com uma inscrição sepulcral datada entre a metade do primeiro século a.C. e o primeiro século d.C. A inscrição é considerada uma falsificação.[10]
- Áulo Catílio, um dos quattuorvirs municipais em Interamna Nahars na Úmbria durante o final do primeiro século a.C.[11]
- Catília, filha de Umidiano, dedicou um túmulo em Roma, datado da primeira metade do primeiro século, para seu marido, Lúcio Álfio Alfiano, um viador consular, ou mensageiro.[12]
- Gaio Catílio Anoptes, enterrado em Roma, com trinta anos, em um túmulo datado da primeira metade do primeiro século.[13]
- Catília C. l. Prima, uma liberta nomeada junto com Gaio Catílio Primo, em uma inscrição de Roma datada da primeira metade do primeiro século.[14]
- Gaio Catílio C. l. Primo, um liberto nomeado junto com Catília Prima, em uma inscrição de Roma datada da primeira metade do primeiro século.[14]
- Catília C. l. Acte, uma jovem liberta enterrada em um túmulo do primeiro século em Roma, com idade entre onze e quatorze anos.[15]
- Lúcio Catílio Gamo, enterrado em um túmulo do primeiro século em Roma, com quarenta e sete anos.[16]
- Catílio Paterno, pai de Catília Paula, nomeado em uma inscrição do primeiro século do atual local de Villards-d'Heria, anteriormente parte da Germânia Superior.[17]
- Catília Paula, filha de Catílio Paterno, nomeada em uma inscrição do primeiro século do atual local de Villards-d'Heria.[17]
- Catília Prima, uma mulher enterrada em um túmulo do primeiro século em Roma, com vinte e sete anos.[18]
- Catília, nomeada em uma inscrição sepulcral de Roma, datada entre a metade do primeiro século e o final do segundo.[19]
- Catília Paulina, enterrada em Roma, em um túmulo datado entre a metade do primeiro século e o final do segundo, dedicado por seus filhos, Lúcio Catílio Félix e Catília Lucina, para sua mãe, seu pai, Casinas, e sua esposa, Crítia Lucina.[20]
- Lúcio Catílio Félix, junto com sua irmã, Catília Lucina, dedicou um túmulo em Roma, datado entre a metade do primeiro século e o final do segundo, para sua mãe, Catília Paulina, pai, Casinas, e sua esposa, Crítia Lucina.[20]
- Catília Lucina, junto com seu irmão, Lúcio Catílio Félix, dedicou um túmulo em Roma, datado entre a metade do primeiro século e o final do segundo, para sua mãe, Catília Paulina, pai, Casinas, e sua esposa, Crítia Lucina.[20]
- Catílio P. f. Longo, um tribuno militar servindo na Legio IV Scythica em Apamea Myrlea na Bitínia e Ponto durante o reinado de Vespasiano, ele foi prefeito dos sagittarii, uma unidade auxiliar composta por arqueiros.[21]
- Gaio Catílio Escaeva, um signifer, ou porta-estandarte, na Legio XI Claudia, servindo na centúria de Órgio, estacionado em Vindonissa na Germania Superior em 90 d.C.[22]
- Catília T. f. Pia, enterrada em Roma, em um túmulo construído por seu marido, Tito Flávio Vestalis, um liberto de um dos imperadores flavianos, datado do primeiro quarto do segundo século.[23]
- Catília, uma mulher mencionada em uma inscrição do segundo século homenageando um grupo de sacerdotes em Divio na Germania Superior.[24]
- Lúcio Catílio Epágato, enterrado em Porto na Lácio, junto com sua esposa, Catília Hígia, em um túmulo do segundo século construído por seu filho, também chamado Lúcio Catílio Epágato.[25]
- Lúcio Catílio Eufemo, marido de Catília Helene, com quem dedicou um túmulo do segundo século em Roma para seu filho, Eufemiano.[26]
- Catília Helene, esposa de Lúcio Catílio Eufemo, com quem dedicou um túmulo do segundo século em Roma para seu filho, Eufemiano.[26]
- Lúcio Catílio L. f. Eufemiano, um jovem enterrado em Roma, com dezoito anos, oito meses e oito dias, em um túmulo do segundo século construído por seus pais Lúcio Catílio Eufemo e Catília Helene.[26]
- Catília Hígia, enterrada em Porto, junto com seu marido, Lúcio Catílio Epágato, em um túmulo do segundo século construído por seu filho, também chamado Lúcio Catílio Epágato.[25]
- Lúcio Catílio L. f. Epágato, dedicou um túmulo do segundo século em Porto para seus pais, Lúcio Catílio Epágato e Catília Hígia.[25]
- Catília Marciana, dedicou um túmulo do segundo século em Roma para seu marido de treze anos, Marco Emílio Januário, com trinta e dois anos, seis meses e cinco dias. Seus filhos, Marco Emílio Agatêmer, Marco Emílio Marciano, e Emília Ingênua, também são nomeados na dedicação.[27]
- Cneu Catílio,[ii] pai do cônsul Lúcio Catílio Severo, é conhecido apenas por epigrafia.[7]
- Lúcio Catílio Cn. f. Severo Juliano Cláudio Regino, cônsul em 120 d.C., serviu como governador da Síria sob Adriano, e foi posteriormente nomeado prefeito urbano. O imperador o removeu desse cargo quando ele expressou sua desaprovação da adoção de Adriano de Antonino Pio em 138. Severo foi o bisavô de Marco Aurélio.[29][30][31][32]
- Gaio Catílio Atenódoro, nomeado em um cinerário em Forum Novum no Sabinum, datado do segundo quarto do segundo século. A maior parte de seu nome foi apagada, por razões desconhecidas.[33]
- Catília Fortunata, dedicou um túmulo em Nola na Campânia, datado entre a metade do segundo século e a metade do terceiro, para seu marido, Lupo, um ator, ou agente.[34]
- Catília Trifina, enterrada em Domávio na Dalmácia, com cinquenta anos, em um túmulo dedicado por seu marido, Júlio Ático, e seu filho, Marco Catílio Máximo, datado entre a metade do segundo e o final do terceiro século.[35]
- Numério Catílio Festivo, uma das várias pessoas mencionadas em uma inscrição encontrada no atual local de Lamas, anteriormente parte da Lusitânia, datada do reinado de Marco Aurélio.[36]
- Gaio Catílio Modestino, um membro de um colégio sacerdotal em Roma, possivelmente os irmãos arvais, durante o reinado de Marco Aurélio.[37]
- Catília Áttia, dedicou um túmulo do segundo ou terceiro século, no local moderno de Vallerotonda no Lácio, para seu marido, Tito Cláudio Gilliano.[38]
- Marco Catílio Máximo, filho de Catília Trifina, uma mulher enterrada em um túmulo do segundo ou terceiro século em Domavium, construído por Máximo e seu marido, Júlio Ático.[35]
- Catília Respeita, enterrada em Tomos na Mésia Inferior, junto com sua filha, Semprônia Rufina, e neto, Alídio Secundino, em um sepulcro familiar dedicado por seus netos, Gaio Alídio Rufino e Gaio Alídio Rufo, e construído por seu pai, Gaio Alídio Rufo, datado entre a metade do segundo século e o final do terceiro.[39]
- Lúcio Catílio Primo, um dos severos augustais, enterrado no atual local de Castelmagno na Apúlia, em um túmulo construído por seu colega, Augustiano, e datado do final do segundo ou início do terceiro século.[40]
- Quinto Catílio Vitor, um soldado na quinta coorte dos vigiles em Roma em 210 d.C. Ele serviu na centúria de Gaio Antônio Antúlio.[41]
- Cneu Catílio Severo, um membro dos Irmãos Arvales em Roma entre 183 e 218 d.C., talvez a ser identificado com Catílio Severo, conselheiro de Alexandre Severo.[8]
- Catílio Severo, um membro do conselho de Alexandre Severo, ele estava relacionado ao imperador, e descrito como o mais erudito dos homens.[42][2]
- Catília, enterrada em Roma no nono dia antes das Calendas de Julho[iii] em 290 d.C., em um túmulo dedicado por sua mãe, Ingenua.[43]
- Catília, nomeada em uma inscrição sepulcral fragmentária do quarto ou quinto século de Roma.[44]

### Catílios sem data
- Catília, uma mulher enterrada em Roma.[45]
- Catília, junto com Favêncio, um dos herdeiros de Alphia, nomeada em uma inscrição de Limonum na Aquitania.[46]
- Catílio, dedicou um túmulo em Roma para sua esposa, Papinia Secundina.[47]
- Catílio, enterrado no atual local de El Hamima, anteriormente parte da África Proconsularis, com cem anos.[48]
- Catílio, um oleiro cujo sinal de fabricante foi encontrado no local da moderna Izernore, anteriormente parte da Gália Lugdunense.[49]
- Catílio, um oleiro cujo sinal de fabricante foi encontrado em Bagacum na Gália Bélgica.[50]
- Lúcio Catílio, um oleiro cujo sinal de fabricante foi encontrado em Pompéia na Campânia.[51]
- Lúcio Catílio, nomeado em uma inscrição de Aquileia na Vêneto e Histria.[52]
- Cneu Catílio Ático, o mestre de Tércio, uma escrava enterrada em Apameia na Bitínia e Ponto, com vinte e cinco anos, em um túmulo dedicado por seu irmão, Tércio.[53]
- Catília Eufêmia, uma liberta enterrada em Roma, junto com seu marido, Catílio Símbulo, em um sepulcro familiar construído por Marco Servílio Hermes e Servília Euque.[54]
- Marco Catílio Feliciano, nomeado em uma inscrição dedicada ao imperador em Município Turcetano na África Proconsular.[55]
- Lúcio Catílio Félix, junto com Lúcio Catílio Lupo, oleiros cujo sinal de fabricante aparece em cerâmicas encontradas em Placência na Gália Cisalpina.[56]
- Catília Gaiana, enterrada em Roma, em um túmulo construído por seu marido, Axiteu.[57]
- Lúcio Catílio Lupo, junto com Lúcio Catílio Félix, oleiros cujo sinal de fabricante aparece em cerâmicas encontradas em Placência na Gália Cisalpina.[56]
- Catílio Primígenas, dedicou um túmulo em Stobi na Macedônia para sua esposa, Júlia Sabina.[58]
- Públio Catílio P. l. Primo, um liberto enterrado em Interamna Nahars, junto com Públio Catílio Serrano e vários outros libertos.[59]
- Gaio Catílio Sabino, um sacerdote nomeado em uma inscrição de Castelmagno na Apúlia.[60]
- Públio Catílio P. l. Serrano, um liberto enterrado em Interamna Nahars, junto com Públio Catílio Primo e vários outros libertos.[59]
- Catília Severa, a amante de Carpóforo, uma escrava enterrada em Roma, em um túmulo dedicado por Talero.[61]
- Catília Severa, um oleiro cujo sinal de fabricante foi encontrado em Vibino e Teano Ápulo na Apúlia.[62][63]
- Catílio Simbulo, um liberto enterrado em Roma, junto com sua esposa, Catília Eufêmia, em um sepulcro familiar construído por Marco Servílio Hermes e Servília Euche.[54]
- Catílio Vest[...], um oleiro cujo sinal de fabricante aparece em cerâmicas de Fórumo de Júlio na Gália Narbonense.[64]